# Antiporus jenniferae
Antiporus jenniferae är en skalbaggsart som beskrevs av Watts 1997. Antiporus jenniferae ingår i släktet Antiporus och familjen dykare. Inga underarter finns listade i Catalogue of Life.